# Parasophronica bremeri
Parasophronica bremeri là một loài bọ cánh cứng trong họ Cerambycidae.